# Вишневе (Халимонівський старостинський округ)
Вишневе (до 2016 року — Петрівське) — село в Україні, у Бахмацькій міській громаді Ніжинського району Чернігівської області. До 2020 підпорядковувалось Халимонівській сільській раді.

## Населення

### Мова
Розподіл населення за рідною мовою за даними перепису 2001 року:
| Мова       | Кількість | Відсоток |
| ---------- | --------- | -------- |
| українська | 88        | 90.72%   |
| російська  | 7         | 7.22%    |
| білоруська | 1         | 1.03%    |
| румунська  | 1         | 1.03%    |
| Усього     | 97        | 100%     |

## Історія
Село засноване 1932 після землевпорядкування як виселок села Городища. Назване на честь комуністичного злочинця Петровського.
12 червня 2020 року, відповідно до розпорядження Кабінету Міністрів України № 730-р «Про визначення адміністративних центрів та затвердження територій територіальних громад Чернігівської області», увійшло до складу Бахмацької міської громади.
19 липня 2020 року, в результаті адміністративно-територіальної реформи та ліквідації Бахмацького району, село увійшло до складу Ніжинського району Чернігівської області.